# Joan Sastre
Joan Sastre Morro (Inca, 10 dicembre 1991) è un cestista spagnolo.

## Carriera
Con la Spagna ha disputato i Campionati europei del 2017.

## Palmarès
- Campionato spagnolo: 1

Valencia: 2016-2017
- Supercoppa spagnola: 1

Valencia: 2017
- Eurocup: 1

Valencia: 2018-2019
- Basketball Champions League: 1

Canarias: 2021-2022
- Coppa Intercontinentale: 1

Canarias: 2023